# Черноухие пересмешники
Черноухие пересмешники (лат. Melanotis) — род птиц семейства пересмешниковых (Mimidae). Распространены в Мексике и Центральной Америке. Представители рода являются птицами среднего размера, длиной около 25 см и массой от 50 до 69 г. Окраска оперения преимущественно синевато-серое. Хвост прямой и длинный. Клюв немного изогнут книзу. Глаза красные.

## Виды
В состав рода включают два вида:
- Melanotis caerulescens (Swainson, 1827) — Синий черноухий пересмешник
- Melanotis hypoleucus Hartlaub, 1852 — Сине-белый черноухий пересмешник